# Manhunt (revue)
Pour les articles homonymes, voir Manhunt.
Manhunt, ou Manhunt Detective Story Monthly, est un mensuel américain de littérature policière publié de janvier 1953 à 1967.

## Historique
Créé en plein âge d'or du roman noir, Manhunt est publié par St. John Publications jusqu'en 1958, puis par Flying Eagle Publications Inc. Chaque numéro de 144 pages comporte « une douzaine de nouvelles de qualité, écrites par les plus célèbres romanciers de l'époque ». La revue Suspense (1956-1958) est sa version française.
En 1953, le prix du numéro est de 35 cents, et de 50 cents lorsque la publication s'arrête au printemps 1967 après son cent treizième numéro.

## Quelques auteurs
Cette liste n’est pas exhaustive et ne comporte que des auteurs ayant une page dans Wikipédia en français. 
- David Alexander
- George Bagby
- Lawrence Block[1]
- Ray Bradbury
- Gil Brewer
- Fredric Brown
- W. R. Burnett
- James M. Cain
- Erskine Caldwell
- Leslie Charteris
- Hunt Collins
- Joseph Commings
- Jonathan Craig
- Avram Davidson
- Richard Deming[1]
- Richard Ellington
- John Evans
- James T. Farrell
- Kenneth Fearing
- Bruno Fischer
- Fletcher Flora
- Steve Frazee
- William Campbell Gault
- Erle Stanley Gardner
- David Goodis
- Joe Gores[1]
- William Lindsay Gresham
- Brett Halliday
- Donald Hamilton
- Evan Hunter[1]
- William Irish[1]
- Frank Kane[1]
- Henry Kane
- Ira Levin
- Eleazar Lipsky
- John D. MacDonald
- Ross Macdonald
- William P. McGivern
- Floyd Mahannah
- Stephen Marlowe
- Richard Marsten
- Harold Q. Masur
- Kenneth Millar[1]
- Wade Miller
- Helen Nielsen
- William O'Farrell
- Talmage Powell
- Richard S. Prather[1]
- Craig Rice
- Jack Ritchie[1]
- Henry Slesar
- Mickey Spillane[1]
- Aaron Marc Stein
- Hampton Stone
- Rex Stout
- Samuel S. Taylor
- B. Traven
- Jack Webb
- Donald E. Westlake
- Charles Williams
- Cornell Woolrich[1]

## Sources
: document utilisé comme source pour la rédaction de cet article.
- Claude Mesplède (dir.), Dictionnaire des littératures policières, vol. 2 : J - Z, Nantes, Joseph K, coll. « Temps noir », 2007, 1086 p. (ISBN 978-2-910-68645-1, OCLC 315873361), p. 291.